# Chondrodysplasia punctata Typ Sheffield
Die Chondrodysplasia punctata Typ Sheffield ist eine angeborene Form der Skelettdysplasie, gekennzeichnet durch Gesichtsveränderungen und symmetrische Verkalkungen an Händen und Füssen.
Synonyme sind: Chondrodysplasia punctata, autosomal-dominant
Die (mittlerweile veraltete) Bezeichnung bezieht sich auf eine Publikation im Jahre 1976 durch die australische Kinderärztin Leslie J. Sheffield und Mitarbeiter.
Die Erkrankung wird jetzt als Unterform der Rhizomelen Form der Chrondodysplasia punctata angesehen.
Die Datenbank Orphanet nutzt stattdessen die Bezeichnung Chondrodysplasia punctata, brachytelephalangealer Typ.

## Klinische Erscheinungen
Klinische Kriterien sind:
- Flache breite Nasenwurzel, behinderte Nasenatmung
- Mäßiger proportionierter Kleinwuchs
- Gedeihstörung im Kindesalter
- Geistige Entwicklungsverzögerung

Gelegentlich findet sich eine postaxiale Polydaktylie.

## Untersuchungsmethoden
Im Röntgenbild finden sich symmetrische Verkalkungen an Händen und Füßen sowie paravertebral.
Punktförmige Verkalkungen um das Fersenbein gelten als weitgehend spezifisches Kriterium.

## Diagnose
Das charakteristische Gesicht ist wegweisend, die radiologischen Veränderungen bestätigen die Diagnose.

## Differentialdiagnose
Abzugrenzen sind die anderen Formen der Chondrodysplasia punctata, insbesondere die gleichfalls dominant vererbte Chondrodysplasia punctata, tibial-metakarpaler Typ.

## Heilungsaussicht
Die kindliche Wachstums- und Entwicklungsverzögerung normalisiert sich großenteils bis zum Wachstumsabschluss, während die Gesichtsauffälligkeit persistiert.

## Geschichte
Bereits im Jahre 1947 wurde durch die US-amerikanischen Orthopäden Theodore Vinke und Paul Duffy das Krankheitsbild unter der Bezeichnung  Chondrodystrophia calcificans congenita publiziert.